# Бланжи сир Брел
Бланжи сир Брел (фр. Blangy-sur-Bresle) насеље је и општина у северној Француској у региону Горња Нормандија, у департману Приморска Сена која припада префектури Дјеп.
По подацима из 2011. године у општини је живело 2.911 становника, а густина насељености је износила 166,82 становника/km². Општина се простире на површини од 17,45 km². Налази се на средњој надморској висини од 49 метара (максималној 216 m, а минималној 42 m).

## Демографија
| 1962. | 1968. | 1975. | 1982. | 1990. | 1999. | 2011. |
| ----- | ----- | ----- | ----- | ----- | ----- | ----- |
| 2.925 | 3.336 | 3.404 | 3.456 | 3.447 | 3.405 | 2.911 |

График промене броја становника у току последњих година